# Klinikum Nordfriesland
Das Klinikum Nordfriesland ist eine Gesundheitseinrichtung in öffentlicher Trägerschaft mit vier Standorten in Husum, Niebüll, Tönning und auf der Insel Föhr in Schleswig-Holstein,
 Zu dem Klinikum gehören drei Akutkrankenhäuser, ein regionales Gesundheitszentrum, drei Medizinische Versorgungszentren mit 13 Facharztpraxen und zwei Berufsfachschulen. Mit mehr als 1400 Mitarbeitern und mehr als 200 Ausbildungsplätzen ist es einer der größten Arbeitgeber an der schleswig-holsteinischen Nordseeküste. Das Klinikum ist Akademisches Lehrkrankenhaus der Universität Hamburg.

## Geschichte
Das erste Krankenhaus in Husum wurde 1883 am derzeitigen Standort errichtet. Es folgte 1893 die erste Inselklinik „Bethanien“ auf der Insel Föhr mit sieben Betten. Im Oktober 1900 wurde dann die Klinik Tönning in Betrieb genommen. Das erste Krankenhaus in Niebüll wurde 1929 eröffnet. Dies wurde nach der Volksabstimmung von 1920 erforderlich, als der bisherige Klinikstandort Tondern dänisch wurde.
Nach einer wechselvollen Geschichte in unterschiedlichen Trägerschaften bekamen die vier Krankenhäuser mit der Zusammenlegung der bisherigen Kreise Eiderstedt, Husum und Südtondern zum neuen Kreis Nordfriesland am 31. Dezember 1972 mit dem Kreis Nordfriesland einen gemeinsamen Träger mit einer zentralen Verwaltung in Husum.
Zum 1. Januar 2005 wurde dann aus der bisherigen kommunalen Einrichtung die Klinikum Nordfriesland gGmbH in Trägerschaft des Kreises Nordfriesland.

## Struktur
Die Klinikum Nordfriesland gGmbH ist die gemeinsame (Mutter-)Gesellschaft der Einrichtungen an den vier Standorten. In Husum ist der Gesellschafts- und Managementsitz mit verschiedenen zentralen Einrichtungen, wie zum Beispiel der Krankenhaus-Apotheke und Zentralküche. Das Klinikum verfügt über einen Gesamtbetriebsrat.

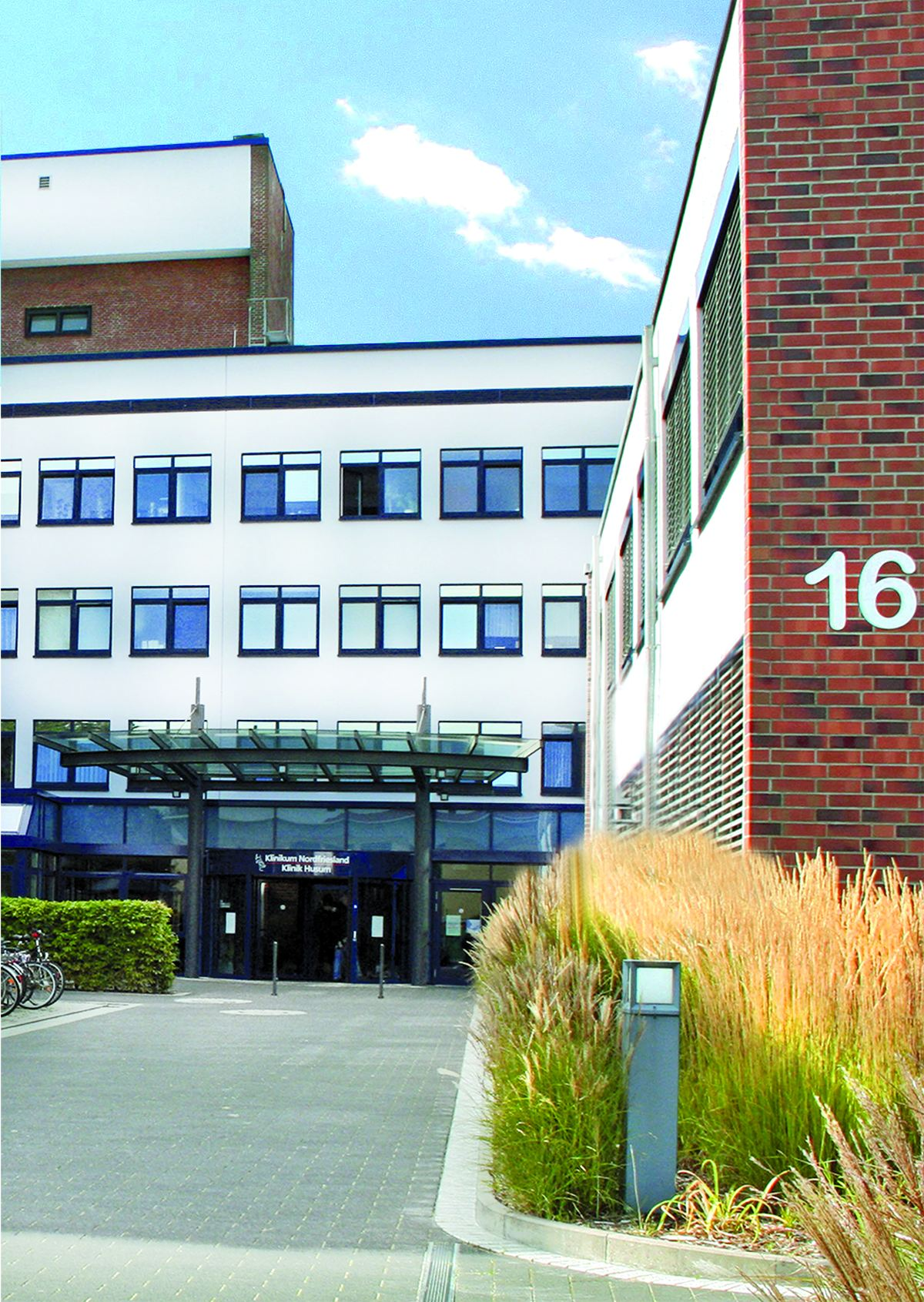
Blick auf Haupteingang

### Standort Husum
⊙
Das Akutkrankenhaus Klinik Husum der Grund- und Regelversorgung hat 277 Betten und 24 tagesklinische Plätze. Die Klinik verfügt über eine 24-Stunden-Notfallaufnahme und eine 24-Stunden Bereitschaft des Linksherzkatheter-Meßplatzes. Sie verfügt über einem Hubschrauber-Landeplatz. Die Klinik stellt die notärztliche Versorgung in der Region sicher. Zudem ist im 2. Obergeschoss die Anlaufpraxis Husum der Kassenärztlichen Vereinigung Schleswig-Holstein untergebracht. Ebenso sind MVZ-Praxen des Klinikums am Standort tätig.

#### Abteilungen, Praxen und Schulen
- Allgemein-, Viszeral-, Gefäß- und Thorax-Chirurgie (Hauptabteilung)
- Anästhesie, Intensiv- und Notfallmedizin mit 10 Intensivbetten (Hauptabteilung)
- Bildungszentrum für Berufe im Gesundheitswesen Nordfriesland (Berufsfachschule für Gesundheits- und Krankenpflegekräfte)
- Dialyse-Einrichtung (teilstationär)
- Frauenklinik mit Gynäkologie und Geburtshilfe (Hauptabteilung)
- Geriatrie mit Tagesklinik (Hauptabteilung)
- Innere Medizin (Hauptabteilung)
- Internistische Onkologie und Hämatologie (MVZ-Facharztpraxis)
- Kardiologie (Hauptabteilung)
- Neurochirurgie (MVZ-Facharztpraxis)
- Nuklearmedizin (MVZ-Facharztpraxis)
- Orthopädie (MVZ-Facharztpraxis)
- Radiologie mit Computertomographie und Magnetresonanztomographie (Hauptabteilung und MVZ-Facharztpraxis)
- Therapieschule Nord (Berufsfachschule für Physiotherapeuten)
- Therapiezentrum mit Physiotherapie, Logopädie und Podologie (stationär und ambulant)
- Unfallchirurgie, Orthopädie und Wirbelsäulenchirurgie mit Wirbelsäulenzentrum und EndoProthetikZentrum (Hauptabteilung)
- Urologie (Belegabteilung)

Die Klinik Husum ist lokales Traumazentrum und Gründungsmitglied des HERZZENTRUMS NORDsee, einer gemeinsamen Einrichtung des Klinikums Nordfriesland, der kardiologischen Fachärzte in Nordfriesland und des Universitären Herzzentrums am Universitätskrankenhaus Hamburg-Eppendorf.
In unmittelbarer Nähe zur Klinik befindet sich ein Fachärztezentrum mit verschiedenen Facharztpraxen, Sanitätshaus, Hörgeräteakustiker und Apotheke.

### Standort Niebüll
⊙
Das Akutkrankenhaus Klinik Niebüll der Grund- und Regelversorgung hat 126 Betten und 17 tagesklinische Plätze. Die Klinik verfügt über eine 24-Stunden Notfallaufnahme; sie ist Luftrettungszentrum der Deutschen Rettungsflugwacht. Die Klinik stellt die Notärztliche Versorgung in der Region. Zudem ist im Untergeschoss die Anlaufpraxis Niebüll der Kassenärztlichen Vereinigung Schleswig-Holstein untergebracht. Ebenso sind MVZ-Praxen des Klinikums am Standort tätig.

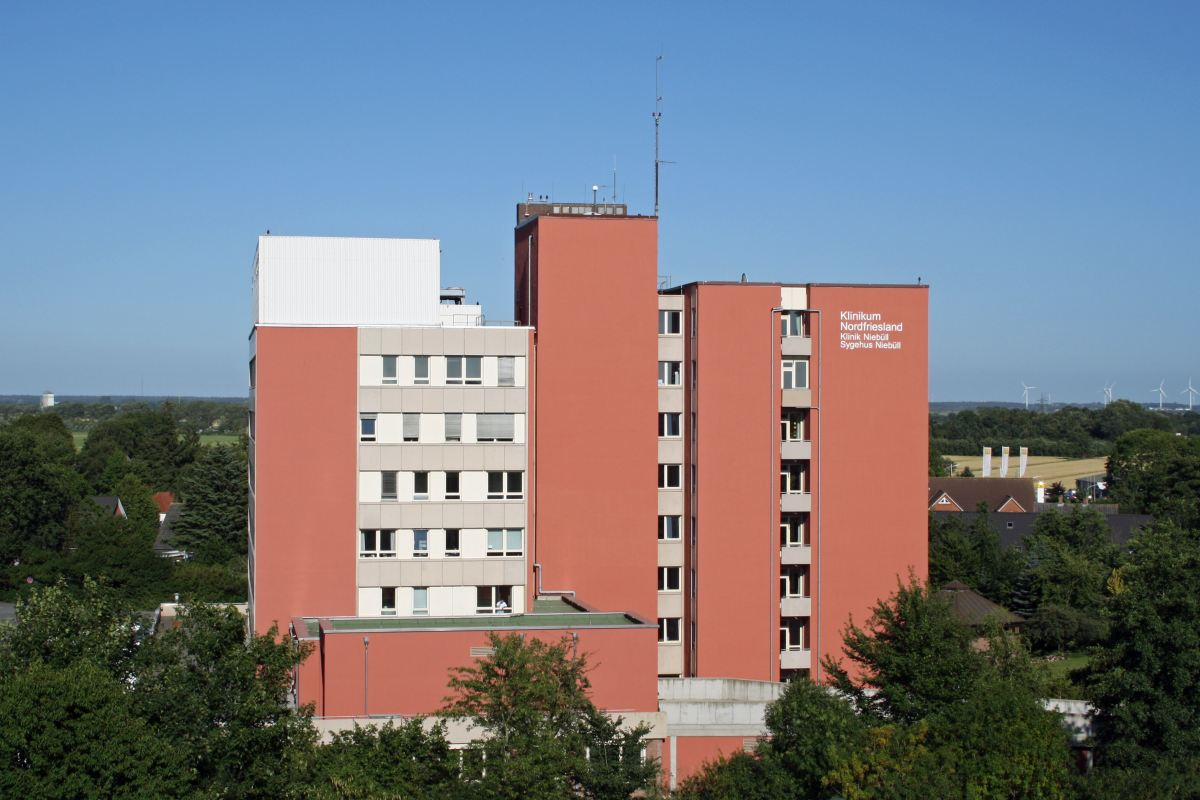
Blick auf die Klinik in Niebüll

#### Abteilungen und Praxen
- Anästhesie, Intensiv- und Notfallmedizin mit 6 Intensivbetten (Hauptabteilung)
- Chirurgie und Orthopädie (Hauptabteilung und MVZ-Facharztpraxen)
- Dialyse-Einrichtung (teilstationär)
- Geriatrie mit Tagesklinik (Hauptabteilung)
- HNO (Belegabteilung)
- Innere Medizin mit Schlaflabor (Hauptabteilung)
- Internistische Onkologie und Hämatologie (MVZ-Facharztpraxis)
- Radiologie mit Computertomographie (MVZ-Facharztpraxis)
- Therapiezentrum mit Physiotherapie und Podologie (stationär und ambulant)

Die Klinik Niebüll ist lokales Traumazentrum und Gründungsmitglied des HERZZENTRUMS NORDsee, einer gemeinsamen Einrichtung des Klinikums Nordfriesland, der kardiologischen Fachärzte in Nordfriesland und des Universitären Herzzentrums am Universitätskrankenhaus Hamburg-Eppendorf.

### Standort Wyk auf Föhr
⊙

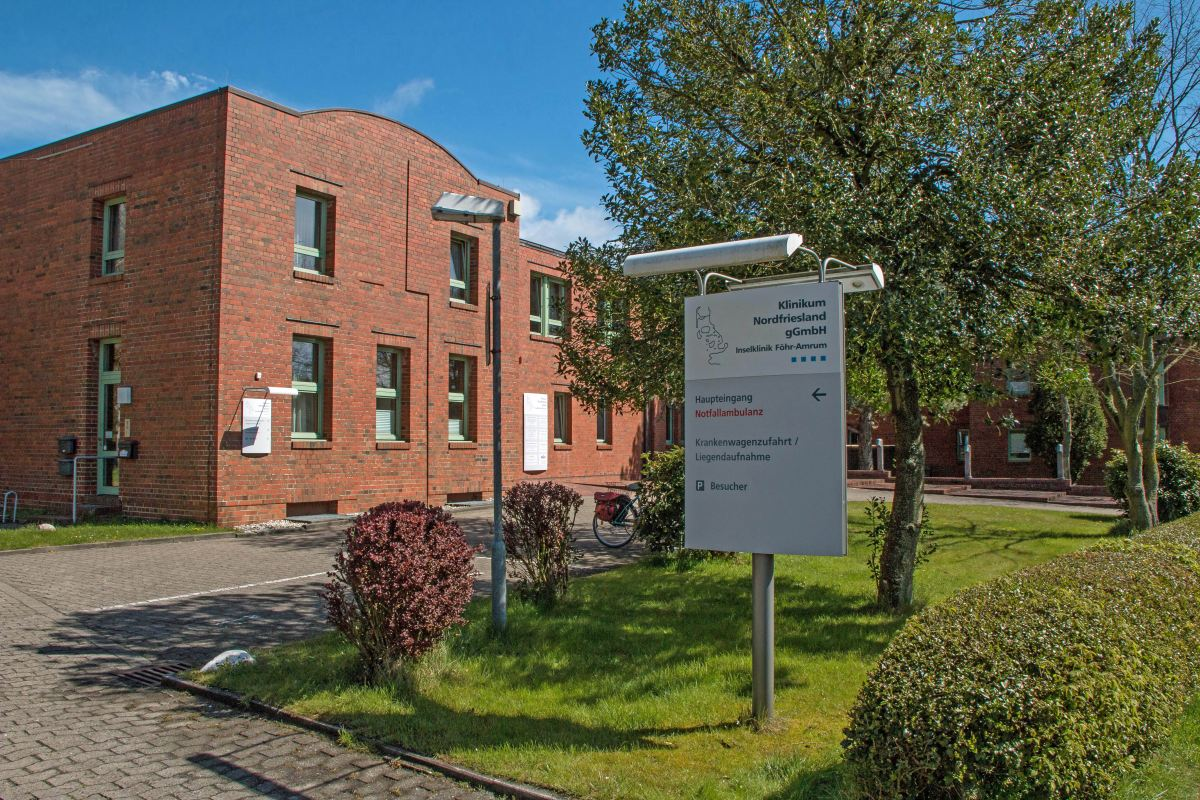
Blick auf die Klinik auf Föhr

Das Akutkrankenhaus Inselklinik Föhr-Amrum der eingeschränkten Grund- und Regelversorgung hat 18 Betten. Die Klinik verfügt über eine 24-Stunden Notfallaufnahme. Am Standort ist eine MVZ-Facharztpraxis für Chirurgie tätig.

#### Abteilungen und Praxen
- Anästhesiologie (Hauptabteilung)
- Chirurgie (Hauptabteilung und MVZ-Facharztpraxis)
- Innere Medizin (Hauptabteilung)
- Gynäkologie (Belegabteilung)
- Radiologie mit Computertomographie (Dependance der Radiologien Niebüll und Husum)

Die Inselklinik ist Gründungsmitglied des HERZZENTRUMS NORDsee, einer gemeinsamen Einrichtung des Klinikums Nordfriesland, der kardiologischen Fachärzte in Nordfriesland und des Universitären Herzzentrums am Universitätskrankenhaus Hamburg-Eppendorf.

### Standort Tönning
⊙
Das Regionale Gesundheitszentrum Tönning ist eine rein ambulante Einrichtung des Klinikums Nordfriesland. Eine Versorgung akuter Erkrankungen erfolgt zu den Öffnungszeiten der MVZ-Facharztpraxen in der Einrichtung.

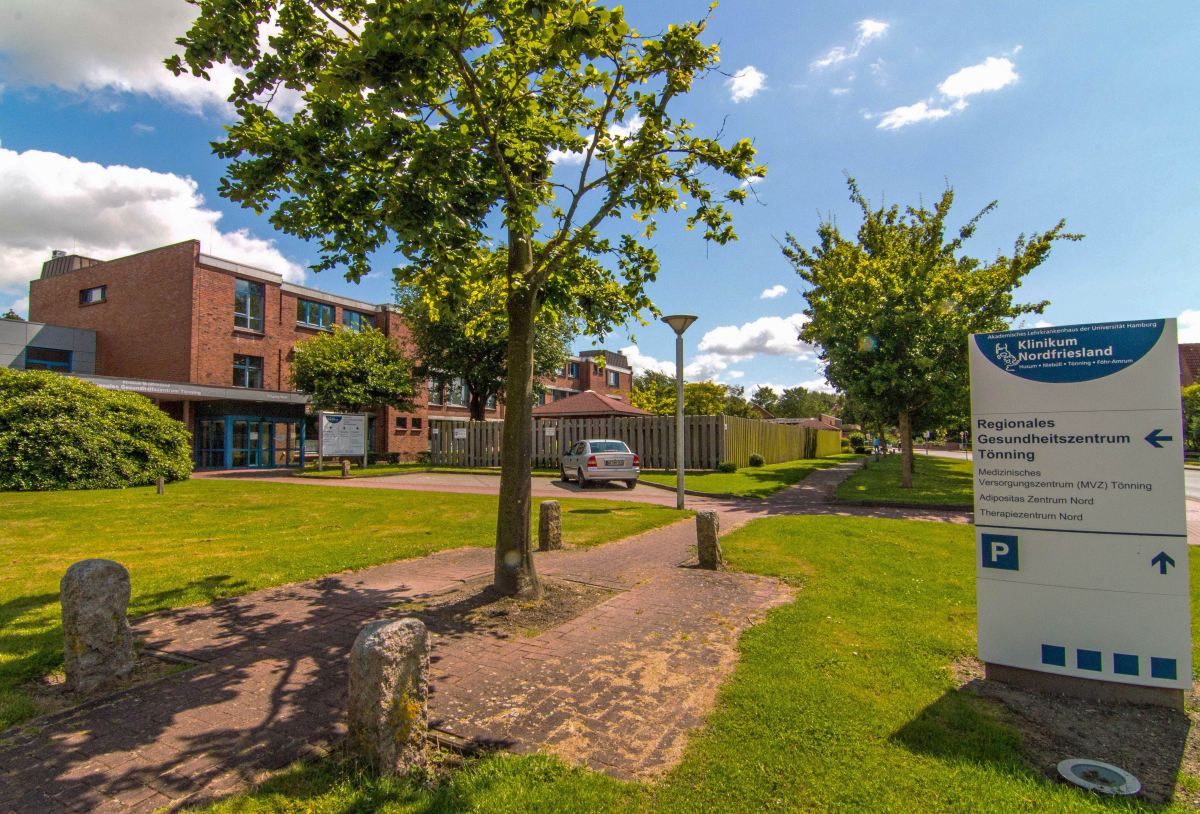
Blick auf das RGZ in Tönning

#### Einrichtungen
- Adipositas Zentrum (ambulante Sprechstunde und ambulante Programme). Stationäre Eingriffe erfolgen am Standort Husum.
- Chirurgie (MVZ-Facharztpraxis)
- Frauenheilkunde (MVZ-Facharztpraxis)
- Neurochirurgie (MVZ-Facharztpraxis)
- Therapiezentrum mit Physiotherapie und Logopädie (ambulant)

## Ausbildung
Das Klinikum Nordfriesland ist mit mehr als 200 Lehrstellen ein großer Ausbildungsträger in der Region. In den Einrichtungen des Klinikums werden Operationstechnische Angestellte (OTA), Medizinische Fachangestellte (MFA), Gebäudereiniger und Kaufleute im Gesundheitswesen ausgebildet. Das Klinikum verfügt darüber hinaus am Standort Husum über zwei Berufsfachschulen für die Ausbildung von Gesundheits- und Krankenpflegekräften und Physiotherapeuten.
Das Klinikum ist akademisches Lehrkrankenhaus der Universität Hamburg und damit in die Ausbildung von Medizinstudenten involviert. Darüber hinaus ist das Klinikum an der Ausbildung von Hebammen beteiligt: Gemeinsam mit der Universität Lübeck wird ein dualer Bachelor-Studiengang „Hebammenwissenschaften“ angeboten. In der Gesundheitsakademie des Klinikums werden zahlreiche Fortbildungen für Mitarbeiter im Gesundheitswesen durchgeführt.